# Albert Hermann
Albert Herrmann est un géographe et archéologue, né le 20 janvier 1886 à Hanovre et mort le 19 avril 1945 à Plzeň. Sa spécialité est la géographie de la Méditerranée ancienne et de la Chine. Il a également publié un nombre important de travaux sur les théories de la localisation de l'Atlantide.

## Thèmes de recherche
Archéologue, il enseigne à l'université de Berlin. Il se consacre à la recherche de l'Atlantide ; ses recherches l'amènent à entreprendre des fouilles, notamment en Tunisie, alors protectorat français. 

### Hermann et l'Atlantide

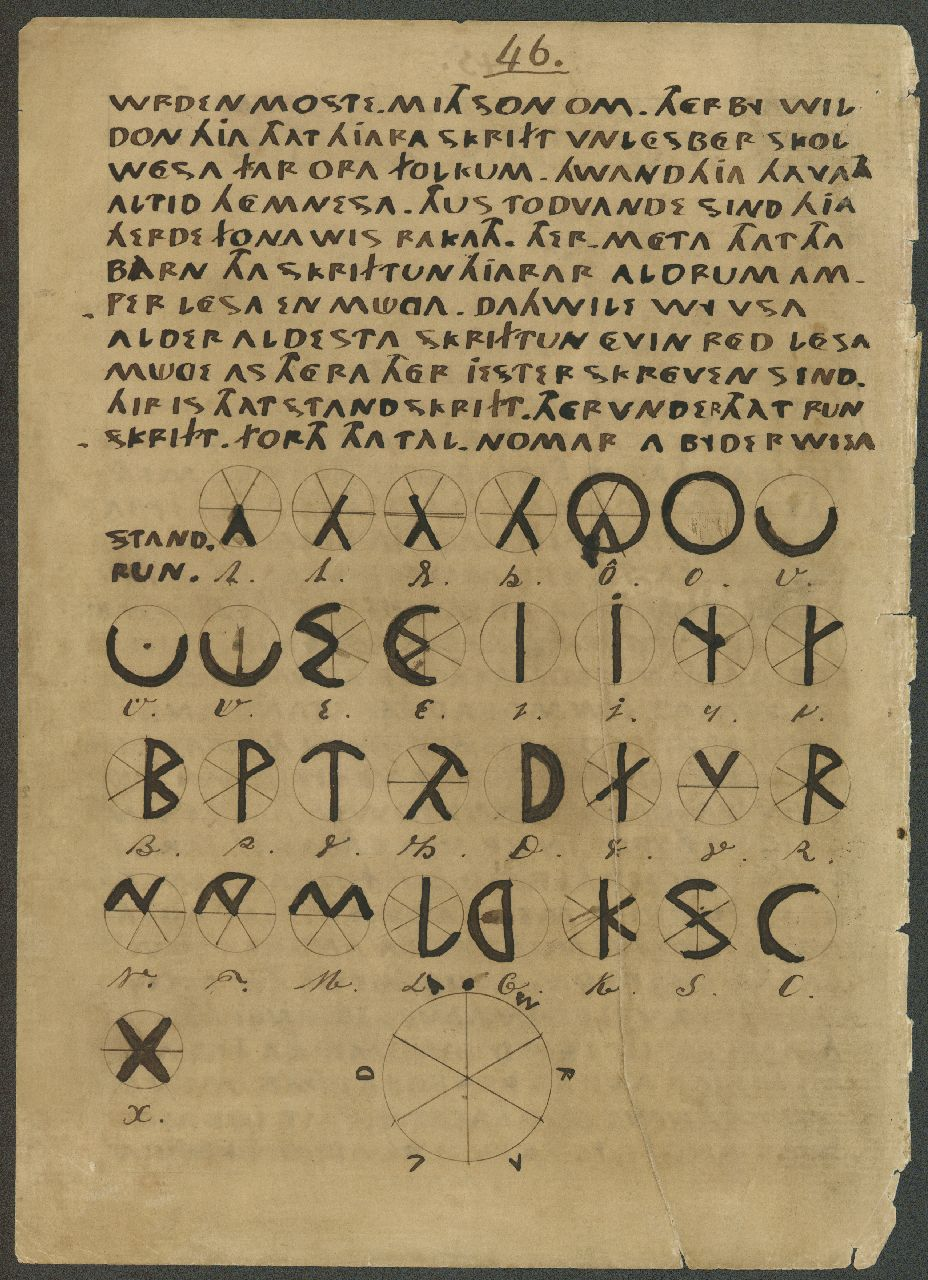
Albert Hermann défend la thèse de l'origine atlante du peuple indogermanique en appuyant son hypothèse sur la fausse chronique d'Ura-Linda.

Albert Hermann est le seul universitaire à développer la thèse de l'origine atlante du peuple indogermanique nordique, peuple originel et imaginaire, ancêtre des populations germanique selon les raciologues nazis. Il appuie sa position par une lecture de la Chronique d'Ura-Linda, faux forgé dans les années 1860 par Cornelis Over de Linden et remis en 1867 à un bibliothécaire de Frise.
Dans son ouvrage principal, intitulé « Nos ancêtres et l'Atlantide », Hermann défend l'hypothèse de l'existence d'un vaste empire germanique le long de la côte atlantique de l'Europe et de l'Afrique du Nord. Pour appuyer cette thèse, Hermann pose l'origine atlante des mégalithes, notamment ceux de Carnac et de Stonehenge. 
Il affirme également que cet empire aurait disparu au début du XVIIe siècle av. J.-C. ; cependant, selon Hermann, la disparition de cet empire n'entraîne pas la disparition de sa population, réfugiée à Troie, cité placée sous la protection de Poséïdon, divinité d'origine atlante, selon Hermann. 
De plus, L'Illiade ne constitue pas la seule source homérique des supputations de Hermann : ce dernier définit la Schérie, pays des Phéaciens, abordée par Ulysse dans l'Odyssée, comme une région de l'empire maritime des Atlantes, justifiant cette conclusion par l'existence, rapportée par Homère, d'un temple dédié à Poséïdon en Phéacie.

### Accueil critique
Ces spéculations apparaissent trop peu sérieuses pour être relayées par la propagande nordiciste qui se développe dans le Troisième Reich à partir de 1933. 
Cependant, sa thèse séduit Himmler, qui entretient avec lui une correspondance.
Enfin, l'aryaniste Karl Georg Zschaetzsch, que Hermann estime fantaisiste, s'en prend violemment à ses conclusions ; cette attaque constitue une réponse à la critique virulente, formulée par Hermann, des conclusions de Zschaetzsch.

## Ouvrages
- Nos ancêtres et l'Atlantide : l'hégémonie maritime nordique de la Scandinavie à l'Afrique du Nord, 1934.